# Los Cojos
Los Cojos es una aldea del municipio de Requena, en la provincia de Valencia (Comunidad Valenciana, España). Pertenece a la comarca de Requena-Utiel.

## Demografía
En 2015 contaba con 113 habitantes empadronados según los datos oficiales del INE, pero al visitante que llega por primera vez le parecerá que es bastante más grande de lo que este número refleja. De hecho, tiene unas 140 casas, la mayor parte totalmente arregladas y en perfecto uso. Muchas se ocupan durante los fines de semana y en épocas vacacionales, cuando la población alcanza las 400 o 500 personas.
Está situada a menos de dos kilómetros de Los Isidros, población con la que mantiene múltiples vínculos, ya que muchas familias en Los Cojos tienen parientes allí. A principios del siglo XX ambas poblaciones tenían un número de habitantes similar.
Posteriormente, el paso de la carretera N-322 por Los Isidros hizo que esta última se desarrollara bastante más. Muchos requenenses pasan por dicha carretera sin saber que a unos pocos cientos de metros se encuentra esta tranquila aldea.

## Acceso
Para ir a Los Cojos hay que coger la carretera CV-475 que va desde Los Isidros hasta Venta del Moro. 

## Servicios
En Los Cojos el lugar de reunión es el Centro Convivencial, abierto en el año 2004. Cuenta con un bar, una terraza y una zona de juegos para los más pequeños. También hay un local de jóvenes.
La localidad posee con consultorio médico, en el que se atiende los miércoles.

## Economía
La agricultura es la principal ocupación de los habitantes de Los Cojos. La mayor parte de los viticultores pertenecen a la Cooperativa de la Albosa, que también da servicio a Penén de Albosa y a Los Isidros.
Además a dos kilómetros hay una bodega privada, la Casa del Pinar, que también es un pequeño hotel rural.
A poco más de un kilómetro está situada la Comunidad Terapéutica Los Vientos, en la que se atiende a drogodependientes. Fue una de las primeras que se abrieron en toda España, en la década de 1980. Depende de la Diputación de Valencia y de la Generalidad Valenciana.

## Patrimonio histórico
Destacan El Pino de la Era, que es centenario; el lavadero público, restaurado recientemente; la cueva del Tío Blas Haba, con una interesantísima historia y la balsa del Tío Marcos. También debemos nombrar Las Escuelas y la pequeña ermita dedicada a la Virgen de La Candelaria.

## Fiestas
La fiesta principal es La Virgen de la Candelaria,  Patrona de la localidad y que se celebra el día 2 de febrero.
Desde hace relativamente poco tiempo,  también se hacen fiestas a final del mes de julio. Estas fiestas se empezaron a realizar para tener algún tipo de entretenimiento en los meses de verano y hoy en día gozan de gran popularidad gracias a la Asociación Cultural, creada para este fin.

## Entorno natural
El entorno natural está marcado por la rambla  Albosa y la rambla del Boquerón que desemboca en la primera a su paso por la aldea de Los Cojos. Varios manantiales acompañan a la rambla Albosa durante su recorrido, los más conocidos son: La Fuente del Maestro, La Fuente del Chorro, La Fuente de la Teja y La Fuente del Molino.  Además en el recorrido que la Rambla Albosa realiza por el entorno de Los Cojos, baña preciosos parajes como: El Saltaero , El Tollo de Los Coscorrones y La Presa, además se pude disfrutar de preciosas rutas emblemáticas de esta  pequeña localidad.